# Into the Fire Tour
Into the Fire Tour è  una tour musicale del cantante rock canadese Bryan Adams a supporto dell'album in studio Into the Fire.
Nel maggio 1987 Adams ha iniziato il Into the Fire Tour la sua prima data fu a Shreveport, in Louisiana, dopo una lunga serie di date negli U.S.A., il tour tocca diverse nazioni in Europa, fra le quali Inghilterra, Germania, Svizzera, Austria e Irlanda.
Nel gennaio del 1988 Adams ha iniziato il tour asiatico dove conquista il tutto esaurito in dieci concerti, cinque dei quali erano presso il Budokan a Tokyo, nel prosieguo del tour  svolge concerti anche a Tel Aviv e Gerusalemme in Israele.
Nel mese di giugno 1988 torna in Europa dove svolge diversi concerti in diversi paesi fra cui Francia, Spagna, Germania e Inghilterra dove nel mese di luglio del 1988 chiude il tour a Newcastle.
In Italia il tour arriva per 2 date nel mese di luglio del 1988, dove svolge concerti a Roma e Milano.

## Into the Fire Tour 1987 / 1988 - (date)
| Numero | Data     | Luogo                                                                             | Bandiera               | Nazione               |
| ------ | -------- | --------------------------------------------------------------------------------- | ---------------------- | --------------------- |
| 1      | 06/05/87 | Hirsch Memorial Coliseum, Shreveport, LA                                          | Stati Uniti (bandiera) | Stati Uniti d'America |
| 2      | 08/05/87 | Mississippi Coast Coliseum, Biloxi, MS                                            | Stati Uniti (bandiera) | Stati Uniti d'America |
| 3      | 12/05/87 | Murphy Center, Murfreesboro, TN                                                   | Stati Uniti (bandiera) | Stati Uniti d'America |
| 4      | 13/05/87 | Mississippi Coliseum, Jackson, MS                                                 | Stati Uniti (bandiera) | Stati Uniti d'America |
| 5      | 15/05/87 | Civic Center, Roanoke, VA                                                         | Stati Uniti (bandiera) | Stati Uniti d'America |
| 6      | 16/05/87 | The Omni, Atlanta, GA                                                             | Stati Uniti (bandiera) | Stati Uniti d'America |
| 7      | 17/05/87 | Albany Civic Center, Albany, GA                                                   | Stati Uniti (bandiera) | Stati Uniti d'America |
| 8      | 19/05/87 | Augusta Richmond Coliseum, Augusta, GA                                            | Stati Uniti (bandiera) | Stati Uniti d'America |
| 9      | 20/05/87 | Civic Center, Lakeland, FL                                                        | Stati Uniti (bandiera) | Stati Uniti d'America |
| 10     | 22/05/87 | Lee County Civic Center, Fort Myers, FL                                           | Stati Uniti (bandiera) | Stati Uniti d'America |
| 11     | 23/05/87 | Sportatorium, Hollywood, FL                                                       | Stati Uniti (bandiera) | Stati Uniti d'America |
| 12     | 24/05/87 | Jacksonville Coliseum, Jacksonville, FL                                           | Stati Uniti (bandiera) | Stati Uniti d'America |
| 13     | 26/05/87 | Caroline Coliseum, Columbia, SC                                                   | Stati Uniti (bandiera) | Stati Uniti d'America |
| 14     | 27/05/87 | Charlotte Coliseum, Charlotte, NC                                                 | Stati Uniti (bandiera) | Stati Uniti d'America |
| 15     | 29/05/87 | Greensboro Coliseum, Greensboro, NC                                               | Stati Uniti (bandiera) | Stati Uniti d'America |
| 16     | 30/05/87 | Richmond Coliseum, Richmond, VA                                                   | Stati Uniti (bandiera) | Stati Uniti d'America |
| 17     | 03/06/87 | Marquee Club, Londra                                                              | -                      | Regno Unito           |
| 18     | 05/06/87 | Princes Trust Concert, Wembley Arena, Londra                                      | -                      | Regno Unito           |
| 19     | 08/06/87 | Cumberland County Civic Center, Portland, ME                                      | Stati Uniti (bandiera) | Stati Uniti d'America |
| 20     | 09/06/87 | Cumberland County Civic Center, Portland, ME                                      | Stati Uniti (bandiera) | Stati Uniti d'America |
| 21     | 11/06/87 | Civic Center, Hartford, CT                                                        | Stati Uniti (bandiera) | Stati Uniti d'America |
| 22     | 13/06/87 | The Centrum, Worcester, MA                                                        | Stati Uniti (bandiera) | Stati Uniti d'America |
| 23     | 14/06/87 | The Centrum, Worcester, MA                                                        | Stati Uniti (bandiera) | Stati Uniti d'America |
| 24     | 15/06/87 | Orange County Fairgrounds, Middletown, NY                                         | Stati Uniti (bandiera) | Stati Uniti d'America |
| 25     | 18/06/87 | Madison Square Garden, New York, NY                                               | Stati Uniti (bandiera) | Stati Uniti d'America |
| 26     | 19/06/87 | Madison Square Garden, New York, NY                                               | Stati Uniti (bandiera) | Stati Uniti d'America |
| 27     | 21/06/87 | Civic Center, Charleston, WV                                                      | Stati Uniti (bandiera) | Stati Uniti d'America |
| 28     | 23/06/87 | The Spectrum, Filadelfia, PA                                                      | Stati Uniti (bandiera) | Stati Uniti d'America |
| 29     | 24/06/87 | War Memorial, Rochester, NY                                                       | Stati Uniti (bandiera) | Stati Uniti d'America |
| 30     | 25/06/87 | Civic Center, Glens Falls, NY                                                     | Stati Uniti (bandiera) | Stati Uniti d'America |
| 31     | 26/06/87 | Montréal Forum, Montréal, PQ                                                      | Canada (bandiera)      | Canada                |
| 32     | 27/06/87 | Olympic Center, Lake Placid, NY                                                   | Stati Uniti (bandiera) | Stati Uniti d'America |
| 33     | 29/06/87 | Maple Leaf Gardens, Toronto, ON                                                   | Canada (bandiera)      | Canada                |
| 34     | 01/07/87 | Landsdown Park, Ottawa, ON                                                        | Canada (bandiera)      | Canada                |
| 35     | 02/07/87 | Massau Coliseum, Uniondale, NY                                                    | Stati Uniti (bandiera) | Stati Uniti d'America |
| 36     | 03/07/87 | Pittsburgh Civic Arena, Pittsburgh, PA                                            | Stati Uniti (bandiera) | Stati Uniti d'America |
| 37     | 05/07/87 | Ohio Center, Columbus, OH                                                         | Stati Uniti (bandiera) | Stati Uniti d'America |
| 38     | 07/07/87 | Hampton Coliseum, Hampton, VA                                                     | Stati Uniti (bandiera) | Stati Uniti d'America |
| 39     | 08/07/87 | The Capital Center, Landover, MD                                                  | Stati Uniti (bandiera) | Stati Uniti d'America |
| 40     | 10/07/87 | Memorial Auditorium, Buffalo, NY                                                  | Stati Uniti (bandiera) | Stati Uniti d'America |
| 41     | 11/07/87 | Joe Louis Arena, Detroit, MI                                                      | Stati Uniti (bandiera) | Stati Uniti d'America |
| 42     | 13/07/87 | Charlevoix Castle, Charlevoix, MI                                                 | Stati Uniti (bandiera) | Stati Uniti d'America |
| 43     | 14/07/87 | Freedom Hall, Louisville, KY                                                      | Stati Uniti (bandiera) | Stati Uniti d'America |
| 44     | 15/07/87 | Market Square Arena, Indianapolis, IN                                             | Stati Uniti (bandiera) | Stati Uniti d'America |
| 45     | 16/07/87 | Mesker Theatre, Evansville, IN                                                    | Stati Uniti (bandiera) | Stati Uniti d'America |
| 46     | 18/07/87 | Rosemont Horizon, Rosemont, IL                                                    | Stati Uniti (bandiera) | Stati Uniti d'America |
| 47     | 19/07/87 | Centennial Hall, Toledo, OH                                                       | Stati Uniti (bandiera) | Stati Uniti d'America |
| 48     | 21/07/87 | Richfield Coliseum, Richfield, OH                                                 | Stati Uniti (bandiera) | Stati Uniti d'America |
| 49     | 24/07/87 | Marcus Amphitheatre, Milwaukee, WI                                                | Stati Uniti (bandiera) | Stati Uniti d'America |
| 50     | 25/07/87 | Civic Center, Saint Paul, MN                                                      | Stati Uniti (bandiera) | Stati Uniti d'America |
| 51     | 26/07/87 | Duluth Arena, Duluth, MN                                                          | Stati Uniti (bandiera) | Stati Uniti d'America |
| 52     | 28/07/87 | Civic Auditorium, Omaha, NE                                                       | Stati Uniti (bandiera) | Stati Uniti d'America |
| 53     | 29/07/87 | Starlight Theatre, Kansas City, MO                                                | Stati Uniti (bandiera) | Stati Uniti d'America |
| 54     | 31/07/87 | Red Rocks Amphitheatre, Morrison, CO                                              | Stati Uniti (bandiera) | Stati Uniti d'America |
| 55     | 01/08/87 | Tingley Coliseum, Albuquerque, NM                                                 | Stati Uniti (bandiera) | Stati Uniti d'America |
| 56     | 02/08/87 | Veterans Memorial Coliseum, Phoenix, AZ                                           | Stati Uniti (bandiera) | Stati Uniti d'America |
| 57     | 04/08/87 | Park West Amphitheatre, Park City, UT                                             | Stati Uniti (bandiera) | Stati Uniti d'America |
| 58     | 05/08/87 | BSU Pavillion, Boise, ID                                                          | Stati Uniti (bandiera) | Stati Uniti d'America |
| 59     | 06/08/87 | Memorial Coliseum, Portland, OR                                                   | Stati Uniti (bandiera) | Stati Uniti d'America |
| 60     | 08/08/87 | Seattle Coliseum, Seattle, WA                                                     | Stati Uniti (bandiera) | Stati Uniti d'America |
| 61     | 09/08/87 | Spokane Coliseum, Spokane, WA                                                     | Stati Uniti (bandiera) | Stati Uniti d'America |
| 62     | 11/08/87 | Grandstand, Paso Robles, CA                                                       | Stati Uniti (bandiera) | Stati Uniti d'America |
| 63     | 12/08/87 | Cal Exposition Center, Sacramento, CA                                             | Stati Uniti (bandiera) | Stati Uniti d'America |
| 64     | 13/08/87 | Shoreline Amphitheatre, Mountain View, CA                                         | Stati Uniti (bandiera) | Stati Uniti d'America |
| 65     | 15/08/87 | The Forum, Inglewood, Los Angeles, CA                                             | Stati Uniti (bandiera) | Stati Uniti d'America |
| 66     | 17/08/87 | Concord Pavillion, Concord, CA                                                    | Stati Uniti (bandiera) | Stati Uniti d'America |
| 67     | 18/08/87 | University Of Nevada, Reno, NV                                                    | Stati Uniti (bandiera) | Stati Uniti d'America |
| 68     | 21/08/87 | The Summit, Houston, TX                                                           | Stati Uniti (bandiera) | Stati Uniti d'America |
| 69     | 22/08/87 | Lloyd Noble Arena, Norman, OK                                                     | Stati Uniti (bandiera) | Stati Uniti d'America |
| 70     | 23/08/87 | Kansas Coliseum, Wichita, KS                                                      | Stati Uniti (bandiera) | Stati Uniti d'America |
| 71     | 24/08/87 | Topeka, KS                                                                        | Stati Uniti (bandiera) | Stati Uniti d'America |
| 72     | 26/08/87 | Muny Theatre, Saint Louis, MO                                                     | Stati Uniti (bandiera) | Stati Uniti d'America |
| 73     | 27/08/87 | Mid South Coliseum, Memphis, TN                                                   | Stati Uniti (bandiera) | Stati Uniti d'America |
| 74     | 28/08/87 | Barton Coliseum, Little Rock, AR                                                  | Stati Uniti (bandiera) | Stati Uniti d'America |
| 75     | 29/08/87 | Reunion Arena, Dallas, TX                                                         | Stati Uniti (bandiera) | Stati Uniti d'America |
| 76     | 30/08/87 | Frank Erwin Center, Austin, TX                                                    | Stati Uniti (bandiera) | Stati Uniti d'America |
| 77     | 01/09/87 | Civic Coliseum, Knoxville, TN                                                     | Stati Uniti (bandiera) | Stati Uniti d'America |
| 78     | 02/09/87 | Civic Center, Wheeling, WV                                                        | Stati Uniti (bandiera) | Stati Uniti d'America |
| 79     | 04/09/87 | Civic Center, Springfield, MA                                                     | Stati Uniti (bandiera) | Stati Uniti d'America |
| 80     | 05/09/87 | Darrien Lake, Buffalo, NY                                                         | Stati Uniti (bandiera) | Stati Uniti d'America |
| 81     | 06/09/87 | Allentown Fairgrounds, Allentown, PA                                              | Stati Uniti (bandiera) | Stati Uniti d'America |
| 82     | 14/10/87 | City Hall, Newcastle upon Tyne                                                    | -                      | Regno Unito           |
| 83     | 16/10/87 | Windsor Hall, Bournemouth                                                         | -                      | Regno Unito           |
| 84     | 17/10/87 | Cornwall Coliseum, Saint Austell                                                  | -                      | Regno Unito           |
| 85     | 19/10/87 | Wembley Arena, Londra                                                             | -                      | Regno Unito           |
| 86     | 20/10/87 | Wembley Arena, Londra                                                             | -                      | Regno Unito           |
| 87     | 22/10/87 | Wembley Arena, Londra                                                             | -                      | Regno Unito           |
| 88     | 23/10/87 | Wembley Arena, Londra                                                             | -                      | Regno Unito           |
| 89     | 24/10/87 | Birmingham NEC, Birmingham                                                        | -                      | Regno Unito           |
| 90     | 25/10/87 | Birmingham NEC, Birmingham                                                        | -                      | Regno Unito           |
| 91     | 27/10/87 | Birmingham NEC, Birmingham                                                        | -                      | Regno Unito           |
| 92     | 28/10/87 | S.E.C.C, Glasgow                                                                  | -                      | Regno Unito           |
| 93     | 29/10/87 | S.E.C.C, Glasgow                                                                  | -                      | Regno Unito           |
| 94     | 31/10/87 | Queens Hall, Leeds                                                                | -                      | Regno Unito           |
| 95     | 01/11/87 | Queens Hall, Leeds                                                                | -                      | Regno Unito           |
| 96     | 03/11/87 | The Ahoy, Rotterdam                                                               | -                      | Paesi Bassi           |
| 97     | 04/11/87 | Francoforte sul Meno                                                              | Germania (bandiera)    | Germania              |
| 98     | 05/11/87 | Schleyerhalle, Stoccarda                                                          | Germania (bandiera)    | Germania              |
| 99     | 07/11/87 | Carl-Diem Halle, Würzburg                                                         | Germania (bandiera)    | Germania              |
| 100    | 08/11/87 | Sporthalle, Amburgo                                                               | Germania (bandiera)    | Germania              |
| 101    | 09/11/87 | Weissporthalle, Berlino                                                           | Germania (bandiera)    | Germania              |
| 102    | 11/11/87 | Sporthalle, Colonia                                                               | Germania (bandiera)    | Germania              |
| 103    | 14/11/87 | Ishallen-Helsinki, Helsinki                                                       | Finlandia (bandiera)   | Finlandia             |
| 104    | 16/11/87 | Valbyhallen, Copenaghen                                                           | Danimarca (bandiera)   | Danimarca             |
| 105    | 17/11/87 | Valbyhallen, Copenaghen                                                           | Danimarca (bandiera)   | Danimarca             |
| 106    | 18/11/87 | Drammenshallen, Oslo                                                              | Norvegia (bandiera)    | Norvegia              |
| 107    | 20/11/87 | Isstadion, Stoccolma                                                              | Svezia (bandiera)      | Svezia                |
| 108    | 21/11/87 | Scandinavium, Göteborg                                                            | Svezia (bandiera)      | Svezia                |
| 109    | 23/11/87 | Westfalenhalle, Dortmund                                                          | Germania (bandiera)    | Germania              |
| 110    | 24/11/87 | Eberthalle, Ludwigshafen am Rhein                                                 | Germania (bandiera)    | Germania              |
| 111    | 25/11/87 | Olympiahalle, Monaco di Baviera                                                   | Germania (bandiera)    | Germania              |
| 112    | 26/11/87 | Stadthalle, Friburgo in Brisgovia                                                 | Germania (bandiera)    | Germania              |
| 113    | 28/11/87 | Olympiahalle, Innsbruck                                                           | Austria (bandiera)     | Austria               |
| 114    | 29/11/87 | Linz                                                                              | Austria (bandiera)     | Austria               |
| 115    | 30/11/87 | Vienna                                                                            | Austria (bandiera)     | Austria               |
| 116    | 01/12/87 | Graz                                                                              | Austria (bandiera)     | Austria               |
| 117    | 03/12/87 | Zurigo                                                                            | Svizzera (bandiera)    | Svizzera              |
| 118    | 04/12/87 | Zurigo                                                                            | Svizzera (bandiera)    | Svizzera              |
| 119    | 05/12/87 | Losanna                                                                           | Svizzera (bandiera)    | Svizzera              |
| 120    | 07/12/87 | Norimberga                                                                        | Germania (bandiera)    | Germania              |
| 121    | 08/12/87 | Parigi                                                                            | Francia (bandiera)     | Francia               |
| 122    | 09/12/87 | Bruxelles                                                                         | Belgio (bandiera)      | Belgio                |
| 123    | 11/12/87 | Brandeburgo sulla Havel                                                           | Germania (bandiera)    | Germania              |
| 124    | 12/12/87 | Oldenburg                                                                         | Germania (bandiera)    | Germania              |
| 125    | 14/12/87 | Brighton Centre, Brighton                                                         | -                      | Regno Unito           |
| 126    | 15/12/87 | G-MEX, Manchester                                                                 | -                      | Regno Unito           |
| 127    | 17/12/87 | Belfast                                                                           | Irlanda (bandiera)     | Irlanda               |
| 128    | 18/12/87 | National Stadium, Dublino                                                         | Irlanda (bandiera)     | Irlanda               |
| 129    | 19/12/87 | The Point, Dublino                                                                | Irlanda (bandiera)     | Irlanda               |
| 130    | 22/01/88 | Anchorage, AK                                                                     | Stati Uniti (bandiera) | Stati Uniti d'America |
| 131    | 29/01/88 | Bunka Gymnasium, Yokohama                                                         | Giappone (bandiera)    | Giappone              |
| 132    | 30/01/88 | Sangyokan, Shizuoka                                                               | Giappone (bandiera)    | Giappone              |
| 133    | 31/01/88 | Sogo Gymnasium, Nagoya                                                            | Giappone (bandiera)    | Giappone              |
| 134    | 02/02/88 | Osakajo Hall, Osaka                                                               | Giappone (bandiera)    | Giappone              |
| 135    | 03/02/88 | Osakajo Hall, Osaka                                                               | Giappone (bandiera)    | Giappone              |
| 136    | 05/02/88 | Budokan, Tokyo                                                                    | Giappone (bandiera)    | Giappone              |
| 137    | 06/02/88 | Budokan, Tokyo                                                                    | Giappone (bandiera)    | Giappone              |
| 138    | 07/02/88 | Budokan, Tokyo                                                                    | Giappone (bandiera)    | Giappone              |
| 139    | 08/02/88 | Budokan, Tokyo                                                                    | Giappone (bandiera)    | Giappone              |
| 140    | 09/02/88 | Budokan, Tokyo                                                                    | Giappone (bandiera)    | Giappone              |
| 141    | 10/02/88 | Budokan, Tokyo                                                                    | Giappone (bandiera)    | Giappone              |
| 142    | 20/02/88 | Olympic Wintergames, Calgary, AB                                                  | Canada (bandiera)      | Canada                |
| 143    | 24/05/88 | Cancer Benefit Concert, 86th Street, Vancouver, BC - (Special guest Jon Bon Jovi) | Canada (bandiera)      | Canada                |
| 144    | 30/05/88 | Apollo Stadium, Atene                                                             | Grecia (bandiera)      | Grecia                |
| 145    | 03/06/88 | Hayarron Park, Tel Aviv                                                           | Israele (bandiera)     | Israele               |
| 146    | 04/06/88 | Caesarea Ampthitheatre, Tel Aviv                                                  | Israele (bandiera)     | Israele               |
| 147    | 05/06/88 | The Sultan's Pool, Gerusalemme                                                    | Israele (bandiera)     | Israele               |
| 148    | 07/06/88 | Theatre De Verdure, Nizza                                                         | Francia (bandiera)     | Francia               |
| 149    | 08/06/88 | The Zenith, Montpellier                                                           | Francia (bandiera)     | Francia               |
| 150    | 09/06/88 | Zenith, Parigi                                                                    | Francia (bandiera)     | Francia               |
| 151    | 10/06/88 | Palais Des Sports, Tolosa                                                         | Francia (bandiera)     | Francia               |
| 152    | 11/06/88 | Freedomfest (Nelson Mandela Show), Wembley Stadium, Londra                        | -                      | Regno Unito           |
| 153    | 12/06/88 | Pabellon De La Casella, Bilbao                                                    | Spagna (bandiera)      | Spagna                |
| 154    | 13/06/88 | Sports Palace, Barcellona                                                         | Spagna (bandiera)      | Spagna                |
| 155    | 15/06/88 | Pabellon Real, Madrid                                                             | Spagna (bandiera)      | Spagna                |
| 156    | 18/06/88 | Benfica Stadium, Lisbona                                                          | Portogallo (bandiera)  | Portogallo            |
| 157    | 19/06/88 | Preptower Park, Berlino                                                           | Germania (bandiera)    | Germania              |
| 158    | 22/06/88 | Summer Garden, Berlino                                                            | Germania (bandiera)    | Germania              |
| 159    | 23/06/88 | Stadionsporthalle, Hannover                                                       | Germania (bandiera)    | Germania              |
| 160    | 24/06/88 | Rhein-Neckar-Halle, Heidelberg                                                    | Germania (bandiera)    | Germania              |
| 161    | 26/06/88 | Open Air, San Gallo                                                               | Svizzera (bandiera)    | Svizzera              |
| 162    | 27/06/88 | Donauhalle, Ratisbona                                                             | Germania (bandiera)    | Germania              |
| 163    | 29/06/88 | Icehall, Helsinki                                                                 | Finlandia (bandiera)   | Finlandia             |
| 164    | 01/07/88 | Roskilde Festival, Roskilde                                                       | Danimarca (bandiera)   | Danimarca             |
| 165    | 02/07/88 | Rock Torhout, Torhout                                                             | Belgio (bandiera)      | Belgio                |
| 166    | 03/07/88 | Werchter Festival, Werchter                                                       | Belgio (bandiera)      | Belgio                |
| 167    | 05/07/88 | Palaeur, Roma                                                                     | Italia (bandiera)      | Italia                |
| 168    | 06/07/88 | Palatrussardi, Milano                                                             | Italia (bandiera)      | Italia                |
| 169    | 09/07/88 | Estadio De Luz, Lisbona                                                           | Portogallo (bandiera)  | Portogallo            |
| 170    | 10/07/88 | Piazza Grande, Locarno                                                            | Svizzera (bandiera)    | Svizzera              |
| 171    | 16/07/88 | Birmingham                                                                        | -                      | Regno Unito           |
| 172    | 17/07/88 | Newcastle upon Tyne                                                               | -                      | Regno Unito           |

## Band di supporto
- Bryan Adams - cantante, chitarra ritmica e solista
- Keith Scott - chitarra solista, cori
- Mickey Curry - batteria, percussioni, cori
- Tommy Mandel - pianoforte, tastiere, cori
- Dave Taylor - basso, cori

## Lista delle canzoni
La Setlist di Bryan Adams del concerto nella Piazza Grande di Locarno :
- Only the Strong Survive
- Kids Wanna Rock
- It's Only Love
- Cuts Like a Knife
- Tonight
- Lonely Nights
- Hearts on Fire
- Take Me Back
- Native Son
- This Time
- Another Day
- The Best Was Yet to Come
- Heaven
- Heat of the Night
- Run to You
- Somebody
- Long Gone
- Summer of '69
- I Fought the Law

(The Crickets cover)
- Walkin' After Midnight

(Patsy Cline cover)
- She's Only Happy When She's Dancin'
- (I Can't Get No) Satisfaction
- One Night Love Affair
- Born to Be Wild

(Steppenwolf cover)
- I Can't Stand the Rain

(Ann Peebles cover)
- Diana
- Into the Fire